# Insaponificable
Insaponificables o no saponificables és la fracció residual que és insoluble en l'aigua (però soluble en solvents orgànics) després de la saponificació.
El contingut en insaponificable en les matèries grasses és generalment de l'ordre de 0,5 a 2%. Es tracta d'una mescla complexa que inclou esterols, hidrocarburs (esqualè, ...), triterpens, alcohols grassos (ceres), pigments liposolubles, vitamines, etc. Aquest percentatge pot arribar a 15% en la mantega de karité i als 50% en la cera d'abella.
La fracció insaponificable dels olis vegetals troba aplicacions en cosmètica per les seves propietats biològiques.
Els constituents insaponificables són una important consideració quan es seleccionen mescles d'olis per a fabricar sabó. Els insponificables poden ser beneficiosos en la fórmula del sabó, perquè poden tenir propietats com la humectació, acondicionament, vitamines, textura, etc. D'altra banda, si la proporció d'insaponificable és massa alta, o l'insaponificable específic present no proporciona prou beneficis, en pot resultar un sabó defectuós o de qualitat inferior.

## Percentatge d'insaponificables
Alguns exemples de contingut d'insaponificables:
- Baix percentatge (<1%) : en olis refinats com l'oli d'oliva
- Alt percentatge (6-17%): en mantega de karité sense refinar
- Molt alt percentatge (50+%): cera d'abella
- Insaponificable del ~100% oli mineral, cera de parafina